# شانون بيترز
شانون بيترز (بالإنجليزية: Shannon Peters)‏ مواليد 8 مايو 1969 في سيدني، هي لاعبة كرة مضرب أسترالية سابقة بدأت مسيرتها كمحترفة سنة 1991 وكانت تلعب باليد اليمنى. أعلى تصنيف لها في الفردي كان 294. أعلى تصنيف لها في الزوجي كان 186.

## روابط خارجية
- شانون بيترز على موقع رابطة محترفات التنس (الإنجليزية)
- شانون بيترز على موقع الاتحاد الدولي لكرة المضرب (الإنجليزية)
- شانون بيترز على موقع خلاصة التنس.كوم (الإنجليزية)